# Caviphantes pseudosaxetorum
Caviphantes pseudosaxetorum är en spindelart som beskrevs av Jörg Wunderlich 1979. Caviphantes pseudosaxetorum ingår i släktet Caviphantes och familjen täckvävarspindlar. Inga underarter finns listade i Catalogue of Life.